# Ludwin
Ludwin is een dorp in het Poolse woiwodschap Lublin, in het district Łęczyński. De plaats maakt deel uit van de gemeente Ludwin en telt 5038 inwoners.